# Gaspar Alfonso Pérez de Guzmán
Gaspar Alfonso Pérez de Guzmán, IX duca di Medina Sidonia, VII marchese di Cazaza, XIII conte di Niebla, (in spagnolo: Gaspar Alonso Pérez de Guzmán y Gómez de Sandoval y Rojas) (Valladolid, 2 agosto 1602 – Dueñas, 4 novembre 1664), è stato un nobile spagnolo.

## Biografia
Era il figlio di Juan Manuel Pérez de Guzmán, VIII duca di Medina Sidonia, e di sua moglie, Juana Gómez de Sandoval, figlia del Duca di Lerma e favorito di Filippo III. Era il fratello di Alonso Pérez de Guzmán, XII conte di Niebla, e di Luisa de Guzman, futura regina consorte e reggente del Portogallo.
Nel 1603, con la nomina di suo padre a comandante della Galeras di Spagna, la famiglia si trasferì a El Puerto de Santa María. Trascorse l'infanzia tra le residenze di suo padre e quelle di suo nonno, quando nel 1615 ereditò il titolo di Marchese di Cazaza. Si stabilì definitivamente a Sanlúcar.

## Matrimoni

### Primo Matrimonio
Sposò, il 26 novembre 1622 a Sanlúcar de Barrameda, sua zia Ana María Pérez de Guzmán (1600-1637), figlia di Alonso Pérez de Guzmán. Ebbero sei figli ma solo uno raggiunse l'età adulta:
- Manuel de Guzmán;
- Gaspar Juan Pérez de Guzmán (1630-1667), sposò Antonia de Haro, non ebbero figli;
- Francisco de Guzmán;
- Juan Alfonso de Guzmán;
- Luisa de Guzmán;
- Gaspar Alfonso de Guzmán;

Nel 1636 successe al padre come Duca di Medina Sidonia.

### Secondo Matrimonio
Nel 1640 sposò, Juana Fernández de Córdoba (4 aprile 1601-1680), figlia di Alonso Fernández de Córdoba. Ebbero tre figli:
- Francisco Felipe de Guzmán
- Juan Claros Pérez de Guzmán (1642-1713)
- Josefa de Guzmán

## L'esilio
Nel 1641 guidò la rivolta contro il dominio spagnolo andaluso. Il duca aveva il sostegno del suo cognato, Giovanni IV del Portogallo, ma l'aiuto navale promesso dalla Francia e dai Paesi Bassi non arrivò.
Grazie al suo alto rango, alla sua fortuna e ai suoi legami famigliari, Filippo IV lo risparmiò, ma in cambio perse la ricca città di Sanlúcar de Barrameda e pagò una multa di duecentomila ducati come un regalo al re.
Costretto a non tornare nei suoi domini andalusi, fu esiliato in Castiglia. Una volta infranse tale obbligo e fu arrestato e imprigionato nel Castello di Coca.
In seguito si stabilì a Tordesillas e poi a Valladolid.

## Morte
Morì il 4 novembre 1664 a Dueñas. Il funerale si tenne nella Cattedrale di Valladolid.